# Siatkopowiek australijski
Siatkopowiek australijski (Ranoidea dayi) – gatunek płaza bezogonowego z podrodziny Pelodryadinae w obrębie rodziny rzekotkowatych (Hylidae). Endemit australijskiego stanu Queensland; narażony na wyginięcie.

## Morfologia
Rodzina rzekotkowatych (Hylidae), do której należy R. dayi, charakteryzuje się nadrzewnym trybem życia, dlatego posiadają one na palcach kończyn przylgi, które pozwalają na przyklejanie się do powierzchni. Na przednich kończynach są większe niż na tylnych. 
Opisywany gatunek osiąga rozmiary do 50 mm, ma brązowo-pomarańczowe ubarwienie z kremowymi lub białymi plamkami na głowie i grzbiecie. Dość często na środku plamek pojawiają się czarne kropki. Gardło i brzuch są beżowe lub żółtawe o ziarnistej powierzchni, brzuszna strona oraz kończyny od wewnętrznej stronie są czarne. Między palcami obu par kończyn znajdują się błony pławne. R. dayi posiada bardzo duże oczy o ciemnych tęczówkach i pionowo zwężających się źrenicach. Swoją angielską nazwę (Australian lace-lid) zawdzięcza ubarwieniu swojej dolnej powieki, której żyłki układają się w pionowo ułożoną drobną siateczkę. Narządem słuchu u R. dayi jest ucho środkowe, oddzielone od środowiska zewnętrznego błoną bębenkową.

## Występowanie
R. dayi jest gatunkiem endemicznym, występuje jedynie w Australii – w północno-wschodniej części stanu Queensland.

## Ekologia
Występuje w tropikalnych lasach deszczowych Australii. Większość swojego życia spędza przesiadując na wilgotnych kamieniach i roślinach tuż obok szybko płynących strumieni. R. dayi jest drapieżnikiem, odżywia się wszelkimi bezkręgowcami.
U R. dayi obecny jest dymorfizm płciowy, samica jest nieznacznie większa od samca. Samce w celu zwrócenia uwagi samic wydają dźwięki podobne do „eee”. Najproduktywniejsze rozmnażanie przypada na okres od września do kwietnia.  Rozmnażanie jest wewnętrzne, uzależnione od wody. Podczas kopulacji samiec zaciska kończyny na tułowiu samicy w tzw. ampleksus, co umożliwia jej złożenie jaj na skałach tuż przy strumieniu, a samcowi do wyrzucania nasienia. Stadium larwalne tego gatunku wyposażone jest w otwór gębowy otoczony brodawkami umożliwiającymi przyczepianie się do kamieni w rwących potokach.

## Znaczenie w ochronie środowiska i w gospodarce
R. dayi jest gatunkiem rzadko spotykanym (choć na niektórych stanowiskach nadal jest liczny) i narażonym na wyginięcie. Obecnie gatunek ten można spotkać tylko w parkach narodowych i innych obszarach chronionych w Queenslandzie. Jedną z podawanych przyczyn tak małej liczby osobników jest inwazja dzików na tamtym terenie w latach 1989–1992. Innymi z możliwych przyczyn jest spadek temperatury, który w połączeniu z suchymi warunkami mógł skutkować zahamowaniem rozmnażania tego gatunku. Obecnie wśród badaczy przeważa teoria, która mówi, że najbardziej prawdopodobnym powodem była choroba wywołana przez wirusa lub grzyb. Opisywany gatunek ma znaczenie gospodarcze tylko w kontekście prowadzonych z jego udziałem badań naukowych.

## Obiekt badań naukowych
Aktualne badania nad R. dayi dotyczą wpływu masy ciała i postaci płuc na pływalność osobnika, po metamorfozie stadium larwalnego u różnych gatunków płazów w naturalnym środowisku.